# ويليام إيفرهارت
ويليام إيفرهارت هو مهندس مدني ومهندس وسياسي أمريكي، ولد في 17 مايو 1785 في مقاطعة تشيستر في الولايات المتحدة، وتوفي في 30 أكتوبر 1868 في وست تشستر ‏ في الولايات المتحدة. نشط حزبياً في حزب اليمين. وقد انتخب عضو مجلس النواب الأمريكي ‏.